# Pishin (Distrikt)
Der Distrikt Pishin (Urdu ضلع پشین) ist ein Verwaltungsdistrikt in Pakistan in der Provinz Belutschistan. Sitz der Distriktverwaltung ist die Stadt Pishin.
Der Distrikt hat eine Fläche von 7819 km² und nach der Volkszählung von 2017 736.481 Einwohner. Die Bevölkerungsdichte beträgt 94 Einwohner/km².

## Geografie
Der Distrikt liegt im Norden der Provinz Belutschistan zwischen 30° 04' und 31° 17' geographischer Breite und 66° 13' bis 67° 50' östlicher Länge. Die angrenzenden Distrikte sind Qila Abdullah im Westen, Qila Saifullah im Osten, sowie Quetta und Ziarat im Süden. Im Norden grenzt der Distrikt an Afghanistan. Die Ausdehnung entlang der Längsachse in nordöstliche Richtung beträgt etwa 115 km und entlang der südwestlichen Querachse etwa 65 km. Die Topographie ist gebirgig mit Höhen von 1500 bis etwa 3300 m. Wichtigstes Fließgewässer ist der Pishin Lora, der von Barshore im Nordosten in das Shorarud-Tal bei Burg Aziz Khan fließt. Ein weiterer Fluss ist der Surkhab Lora. Er fließt von Sher Ghundi und mündet bei Shadazai in den Pishin Lora. Ein dritter Fluss ist der Kakar Lora, der aus vielen kleinen Bächen gespeist wird, die von den Takato-Hügeln kommen.

## Klima
Das Klima in Pishin ist im Sommer angenehm und im Winter kalt und trocken. Pishin liegt nicht im Einflussbereich des Monsuns. Im Winter fällt der meiste Niederschlag und es können Stürme auftreten.
|                       | Jan  | Feb  | Mär  | Apr  | Mai | Jun | Jul | Aug | Sep  | Okt | Nov | Dez  |   |       |
| Mittl. Tagesmax. (°C) | 11   | 13   | 18   | 24   | 31  | 35  | 36  | 34  | 32   | 25  | 21  | 14   | ⌀ | 24,5  |
| Mittl. Tagesmin. (°C) | −2   | 0    | 0,1  | 9    | 14  | 18  | 21  | 19  | 13   | 5   | 2   | −1   | ⌀ | 8,2   |
|                       |      |      |      |      |     |     |     |     |      |     |     |      |   |       |
| Niederschlag (mm)     | 58,8 | 46,3 | 68,5 | 38,8 | 5,4 | 0,3 | 1   | 9,4 | 23,9 | 2,7 | 3,5 | 33,8 | Σ | 292,4 |

| −2 |

| 0 |

| 0,1 |

| 9 |

| 14 |

| 18 |

| 21 |

| 19 |

| 13 |

| 5 |

| 2 |

| −1 |

| −2 |

| 0 |

| 0,1 |

| 9 |

| 14 |

| 18 |

| 21 |

| 19 |

| 13 |

| 5 |

| 2 |

| −1 |

## Geschichte
Über die Frühgeschichte der Gegend bis zum 13. Jahrhundert ist wenig bekannt. Im Jahr 1221 kam die Region Kandahar unter die Herrschaft der der Mongolen. Im 15. Jahrhundert gehörte das Gebiet zum Timuridenreich. Zwischen 1530 und 1545 herrschte hier Kamran Mirza. Nach seinem Tod wechselte die Herrschaft für etwa zwei Jahrhunderte zwischen dem persischen Safawidenreich und dem Mogulreich. Im 18. und 19. Jahrhundert gehörte Pishin zum früh-afghanischen Durrani-Reich. Nach dem Zweiten Anglo-Afghanischen Krieg kam die das Gebiet von Pishin im Vertrag von Gandamak 1879 zu Britisch-Indien und wurde Teil der Provinz Kandahar. Pishin wurde zusammen mit Quetta durch einen Deputy Commissioner (stellvertretenden (Polizei-)kommissar) verwaltet. Nach dem Ende der britischen Herrschaft 1947 kam Pishin zu Pakistan und war Teil der Division Quetta-Pishin. 1975 wurde der Distrikt Pishin neu geschaffen und 1993 geteilt in Pishin und Qilla Abdullah.

## Verwaltungsgliederung
Der Distrikt ist administrativ in vier Tehsils unterteilt (Barshore, Karezat, Huramzai, Pishin).

## Demografie
| Jahr | Einwohnerzahl |
| ---- | ------------- |
| 1998 | 376.728       |
| 2017 | 736.481       |

Zwischen 1998 und 2017 wuchs die Bevölkerung um jährlich 3,58 %. Von der Bevölkerung leben ca. 18 % in städtischen Regionen und ca. 82 % in ländlichen Regionen. In 128.080 Haushalten leben 379.122 Männer, 357.356 Frauen und 3 Transgender, woraus sich ein Geschlechterverhältnis von 106,1 Männer pro 100 Frauen ergibt und damit einen für Pakistan häufigen Männerüberschuss. Über 90 % der Bevölkerung sprechen Paschtunisch. In früheren Zeiten hatte das Persische als Bildungs- und Amtssprache große Bedeutung. Die Hauptstämme des Distrikts sind die Kakar, Tarin, Syed und Achakza.
Die Alphabetisierungsrate in den Jahren 2014/15 bei der Bevölkerung ab 10 Jahren liegt bei 49 % (Frauen: 25 %, Männer: 70 %).
Die große Mehrheit bilden sunnitische Muslime, womit Pishin eine relativ homogene ethnische und religiöse Struktur hat. Es herrscht ein deutlicher Druck, sich islamischen Normen und Gebräuchen zu fügen.

## Wirtschaft
Haupterwerbszweig ist die Landwirtschaft. Zu den Rabi-Feldfrüchten (Winteranbau) zählen vor allem Weizen und in geringerem Maße Gerste. Zu den Kharif-Feldfrüchten (Sommeranbau) zählen Früchte (Granatäpfel, Mandeln, Äpfel, Aprikosen, Melonen, Weintrauben, Pfirsiche, Pflaumen, Kirschen, Pistazien) und Gemüse (Kartoffeln, Zwiebeln). In der Viehzucht werden vor allem Schafe und Ziegen gehalten.